# Kaplica II Zboru Chrześcijan Baptystów „Koinonia” w Poznaniu
Kaplica II Zboru Chrześcijan Baptystów „Koinonia” w Poznaniu – znajduje się w podwórzu kamienicy przy ul. Przemysłowej 48 (adres kaplicy to ul. Przemysłowa 48a) na poznańskiej Wildzie. Należy do Kościoła Chrześcijan Baptystów w RP.
Piętrowy budynek na planie prostokąta wzniesiono w 1910 roku na potrzeby poznańskich baptystów powstałego w 1902 roku (dziś jego tradycje kontynuuje Koinonia - II Zbór Chrześcijan Baptystów w Poznaniu) Kaplicę zbudowano w podwórzu kamienicy należącej do pastora Roberta Drewsa pochodzącego z Halle. W 1945 władze kaplicę skonfiskowały przeznaczając budynek dla Miejskiego Oddziału Informacji i Propagandy. Kaplica wielokrotnie była następnie przekazywana różnym instytucjom. W 1996 roku Poznaniu powstał II Zbór Kościoła Chrześcijan Baptystów „Koinonia”, który w 1997 roku odzyskał kaplicę.
Obecnie sala modlitwy zajmuje pierwsze piętro. Przykrywa ją trójprzęsłowy strop kolebkowy. Część prezbiterialną stanowi płytka nisza z krzyżem, oraz niewielki podest z kazalnicą i baptysterium. Na przeciwległej ścianie empora pod którą znajduje się oddzielne pomieszczenie. Parter jest wykorzystywany przez zbór jako sale spotkań i pomieszczenia gospodarcze.